# Ароер (Моав)
Ароер, также Ароир (др.-евр. ערער‬; «голый», «бедный»), — ветхозаветный город (Втор. 2:36, 4:48) на северном берегу речного потока Арнон. Упоминается в надписи царя Меши (1, 26), где рассказывается, что Ароер был построен моавитянами. Принадлежал последовательно моавитянам, аморитам, израильтянам и снова моавитянам. Один из трёх библейских одноимённых городов.
Палестиноведы отождествляли его с современным поселением Араир (Ara’ir).

## Название
Выражение «город, который среди потока» (Нав. 13:9) объясняется тем, что город частично стоял на острове посредине реки Арнон.

## Местонахождение
По мнению Генри Тристрама «Ароер, находящийся на краю долины Арнона» (Втор. 2:36) представлялся развалинами Ara’ir, разбросанными в настоящее время по северному берегу оврага Арнона, в 18 км от устья этой реки. Известно, что этот город существовал ещё во времена Евсевия.

## Библейская история
Этот Ароер, как предполагают, входил в число тех областей и городов, которые были завоеваны аморитским царём Сигоном y моавитян (Чис. 21:26).
После побед, одержанных Израилем над аморитами, Ароер в числе других областей был отдан колену Рувимову и составил южный предел их владений. Ароер — именно тот город, который упоминается в Чис. 32:34 вместе с другими южными городами, построенными коленом Гадовым ещё до раздела страны.
В эпоху дамасского царя Азаила, когда он с сирийскими войсками отнял y Израиля землю по Иордану с востока, Ароер считался южным пределом еврейских владений (2Цар. 10:33). Из одного указания y Иеремии (Иер. 48:19) ясно видно, что моавиты однажды окончательно отняли Ароер y израильтян.

## Одноимённые города
Точным указанием на его местоположение Библия старалась отличить моавитский Ароер от других одноимённых мест.
- Ароер — город, находившийся на территории колена Иудина (1Цар. 30:28)[1].
- Ароер — город, лежавший к востоку от Раббат-Аммона (Нав. 13:25), на территории колена Гада; первоначально был аммонитским городом (Суд. 11:33)[1].